# Nilea brigantina
Nilea brigantina är en tvåvingeart som beskrevs av Herting 1977. Nilea brigantina ingår i släktet Nilea och familjen parasitflugor.
Artens utbredningsområde är Frankrike. Inga underarter finns listade i Catalogue of Life.